# 詹姆斯堡 (加利福尼亞州)
詹姆斯堡（英語：Jamesburg）是位於美國加利福尼亞州蒙特雷縣的一個非建制地區。該地的面積和人口皆未知。

## 地理
詹姆斯堡的座標為36°22′11″N 121°32′55″W / 36.36972°N 121.54861°W，而該地的平均海拔高度為525米（即1722英尺）。